# Paulo Victor Ferreira de Jesus
Paulo Victor Ferreira de Jesus (Paranaíba, 21 marzo 2001) è un calciatore brasiliano, attaccante del Chaves.

## Carriera
Il 1º agosto 2023 si è trasferito al Chaves.

## Statistiche

### Presenze e reti nei club
Statistiche aggiornate al 3 settembre 2023.
| Stagione        | Squadra           | Campionato      | Campionato | Campionato | Coppe nazionali | Coppe nazionali | Coppe nazionali | Coppe continentali | Coppe continentali | Coppe continentali | Altre coppe | Altre coppe | Altre coppe | Totale | Totale | Totale |
| Stagione        | Squadra           | Comp            | Pres       | Reti       | Comp            | Pres            | Reti            | Comp               | Pres               | Reti               | Comp        | Pres        | Reti        | Pres   | Reti   |        |
| --------------- | ----------------- | --------------- | ---------- | ---------- | --------------- | --------------- | --------------- | ------------------ | ------------------ | ------------------ | ----------- | ----------- | ----------- | ------ | ------ | ------ |
| 2021            | Joinville         | D+CAT           | 15+8       | 3+0        | CB              | 1               | 0               |                    | -                  | -                  |             | -           | -           | 24     | 3      |        |
| 2022            | Brasil de Pelotas | C+GAU           | 11+12      | 1+3        | CB              | 1               | 0               |                    | -                  | -                  |             | -           | -           | 24     | 4      |        |
| 2022            | Operário-PR       | B+PAR           | 18+0       | 4+0        | CB              | 0               | 0               |                    | -                  | -                  |             | -           | -           | 18     | 4      |        |
| 2023            | Ituano            | B+PAU           | 15+14      | 4+1        | CB              | 4               | 1               |                    | -                  | -                  |             | -           | -           | 33     | 6      |        |
| 2023-2024       | Chaves            | PL              | 4          | 0          | CP+CdL          | 0               | 0               |                    | -                  | -                  |             | -           | -           | 4      | 0      |        |
| Totale carriera | Totale carriera   | Totale carriera | 97         | 16         |                 | 6               | 1               |                    | -                  | -                  |             | -           | -           | 103    | 17     |        |

## Palmarès
- Campionato Paranaense: 1

Athletico Paranaense: 2020